# Owcze Błota (Pomerania)
Owcze Błota [pronunciación en polaco: /ˈɔft͡ʂɛ ˈbwɔta/] es un pueblo ubicado en el distrito administrativo de Gmina Osieczna, dentro del Condado de Starogard, Voivodato de Pomerania, en Polonia del norte. Se encuentra aproximadamente a 4 kilómetros al norte de Osieczna, a 29 kilómetros al suroeste de Starogard Gdański, y a 69 kilómetros al suroeste de la capital regional Gdańsk.
Para detalles de la historia de la región, véase Historia de Pomerania.